# Dominique Paladilhe
Dominique Paladilhe, né le 25 octobre 1921 à Paris et mort le 31 octobre 2015 dans la même ville, est un historien et illustrateur musical français.

## Biographie
Petit-fils du compositeur Émile Paladilhe et du peintre Maurice Le Liepvre, Dominique Paladilhe a fait des études de droit, puis à l’École pratique des hautes études.
Il est l'auteur de nombreux ouvrages historiques, parmi lesquels Les Grandes Heures cathares, Les Papes en Avignon, La Grande Aventure des Croisés, Les Routes cathares…
Paladilhe a obtenu en 1971 le prix Bourgogne et en 2005 le prix de la ville d’Étretat pour son ouvrage Le Prince de Condé.
Paladilhe est membre de la Société des auteurs de Normandie.

## Publications
- Les grandes heures cathares - Perrin 1969
- La reine Jeanne comtesse de Provence - Perrin 1999
- Simon de Montfort - Perrin 1999. Rééd. Via Romana, Versailles, 2011, 262 p.  (ISBN 978-2-916727-59-2)
- Azincourt - Perrin 2002
- Le prince de Condé - Pygmalion 2005
- Le grand Condé, chef des armées de Louis XIV - Pygmalion 2008
- Les Papes en Avignon - Perrin 1974  (ISBN 2262015058)

## Collaboration artistique
- 1967 : série Le Tribunal de l'impossible - Épisode La Bête du Gévaudan d'Yves-André Hubert (illustration sonore)